# Palythoa caribbaeorum
Palythoa caribbaeorum är en korallart som först beskrevs av Duchassaing och Giovanni Michelotti 1860.  Palythoa caribbaeorum ingår i släktet Palythoa och familjen Zoanthidae. Inga underarter finns listade i Catalogue of Life.